# Palácio Wilanów

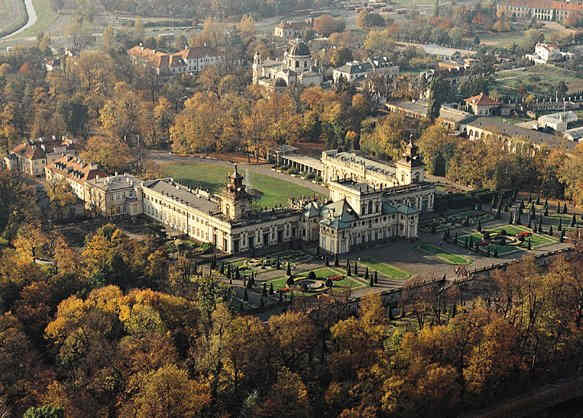
Vista aérea do Palácio Wilanów.

O Palácio Wilanów é um palácio da Polónia localizado no distrito de Wilanów, em  Varsóvia. O palácio, juntamente com o seu parque e outros edifícios, forma um dos mais preciosos monumentos da Cultura Nacional Polaca. Este sobreviveu às Partições da Polónia e a guerras, preservando as suas autênticas qualidades históricas. 
O Palácio Wilanów foi construído para o Rei polaco João III Sobieski, no último quartel do século XVII, e mais tarde foi ampliado por outros proprietários. Apresenta as características típicas da residência barroca suburbana entre cour et jardin (entre pátio e jardim). A sua arquitectura é muito original - é uma mistura entre a arte europeia e a velha tradição de construção polaca. As elevações e interiores do palácio, usando símbolos antigos, glorificam a família Sobieski, especialmente os triunfos militares do Rei.

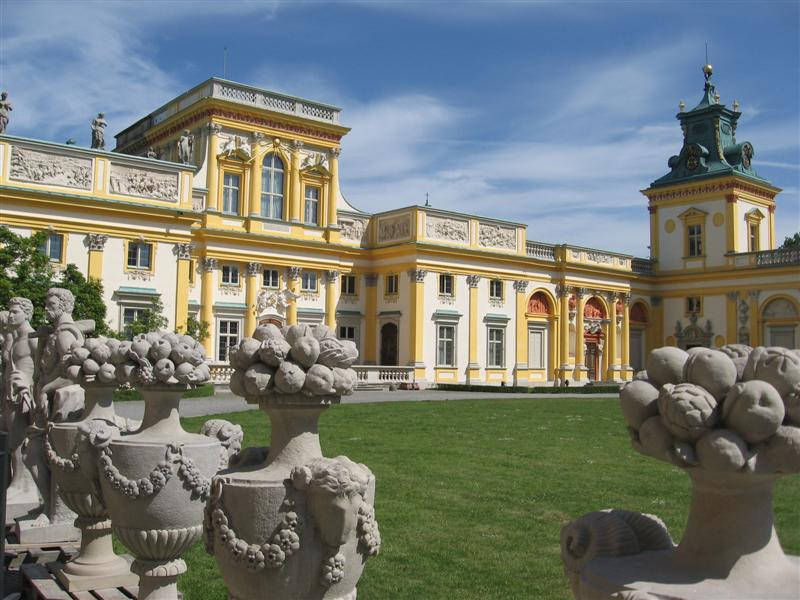
Vista parcial da fachada.

Depois da morte de João III Sobieski, em 1696, o palácio passou para a posse dos seus filhos. A partir de 1720 viria a ser possuído por uma sucessão de famosas famílias Magnatas, nomeadamente os Sieniawscy, Czartoryscy, Lubomirscy, Potoccy e Branicki. Entre 1730 e 1733 serviu de residência a Augusto II, também um Rei da Polónia. Cada proprietário modificou os interiores do palácio, tal como os jardins e cercanias, de acordo com a moda e necessidades correntes.
No ano de 1805, o proprietário, Stanisław Kostka Potocki criou um museu (um dos primeiros museus públicos da Polónia) numa parte do palácio. Além de arte Europeia e Oriental, a parte central do palácio exibia uma exposição sobre o Rei João III Sobieski e o glorioso passado nacional. 
Depois da Segunda Guerra Mundial, o palácio foi renovado. A maior parte da colecção saqueada pela Alemanha durante a guerra foi repatriada e, em 1962, foi reaberto ao público.
O Palácio e Parque de Wilanów não constituem apenas um testemunho sem preço do esplendor passado da Polónia, mas são também um local para eventos culturais e concertos, incluindo os:
- Concertos Reais de Verão no Roseiral;
- Academia Internacional de Música Antiga de Verão.

## Referências

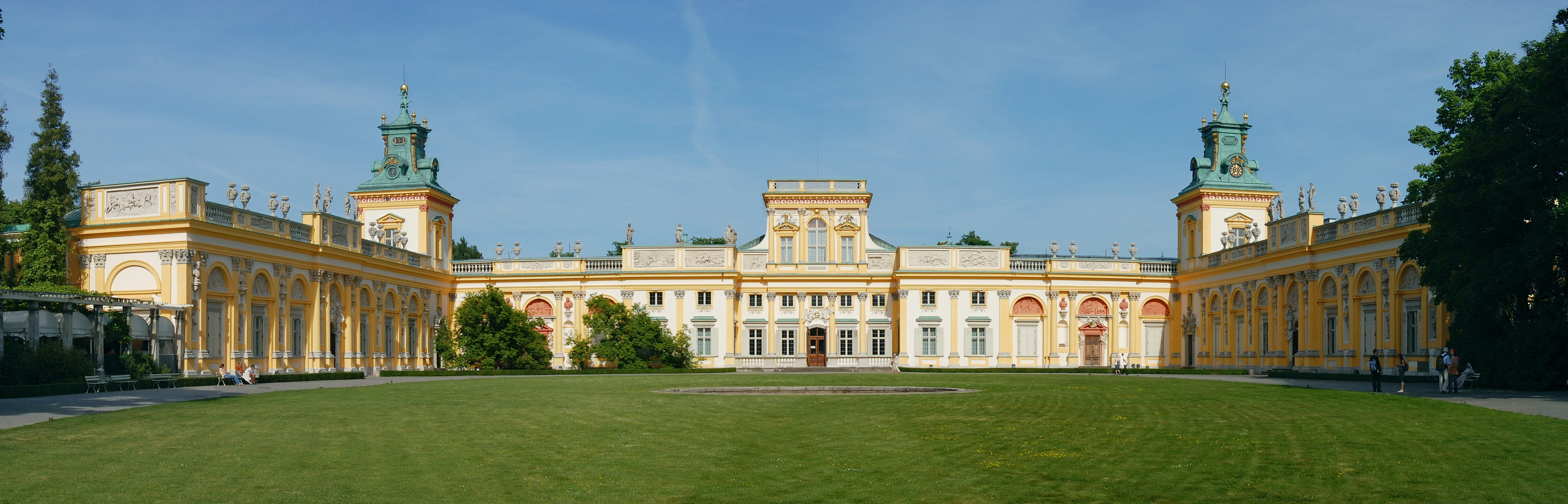
Fachada do Palácio Wilanów virada ao parque.

## Galleria de imagens do Palácio Wilanów

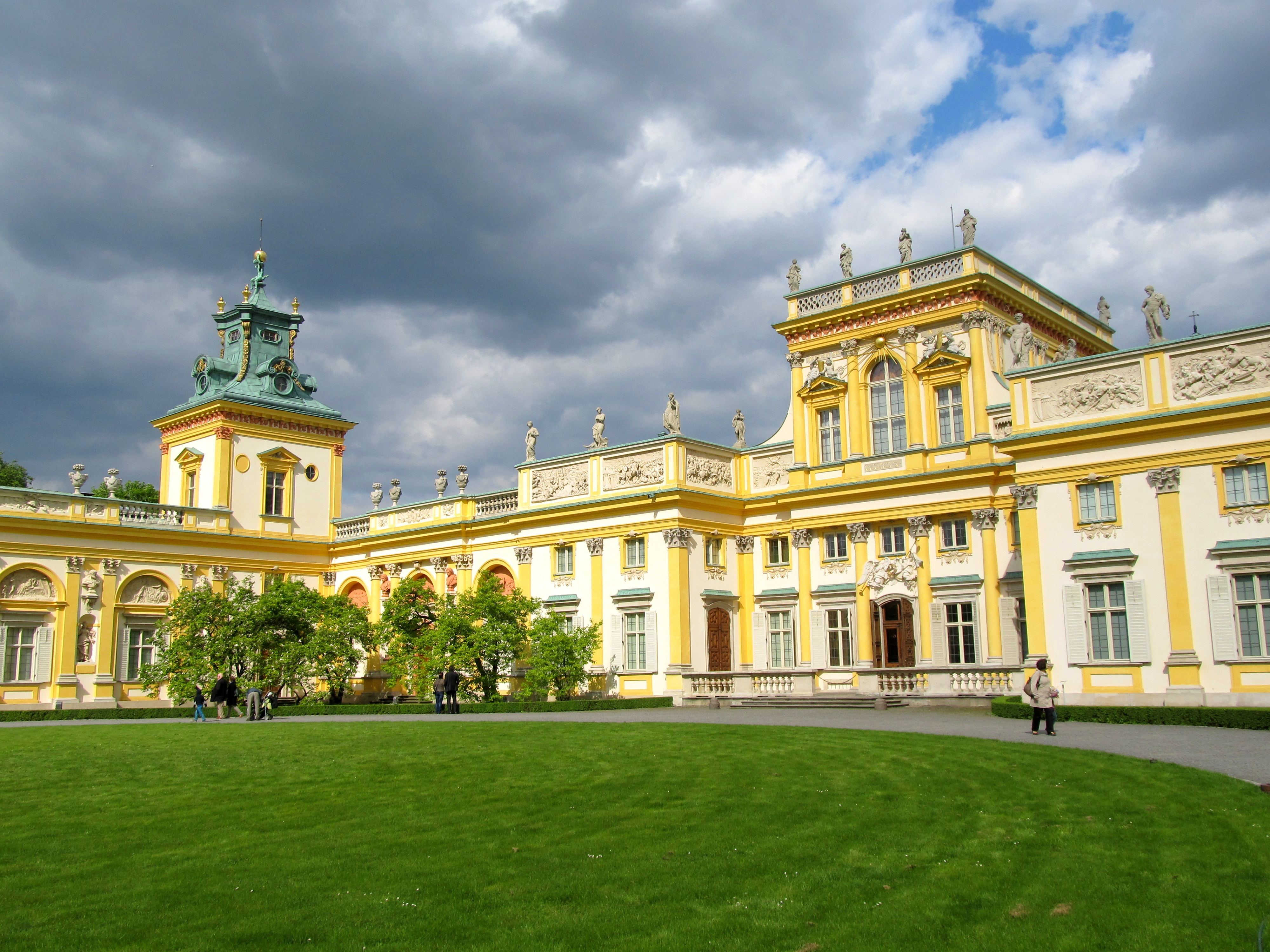
Fachada do Palácio Wilanów
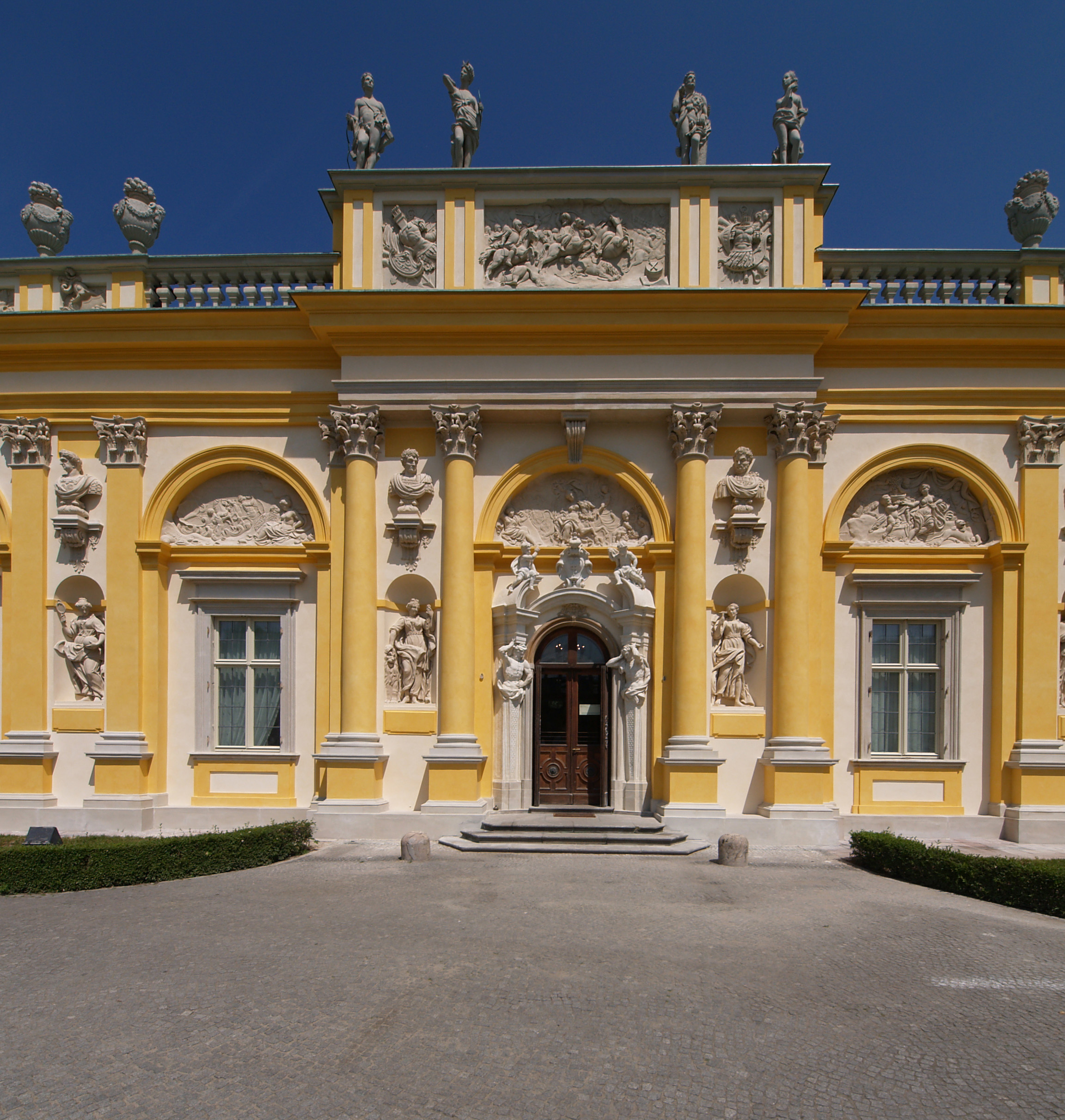
Detalhe da ala Norte
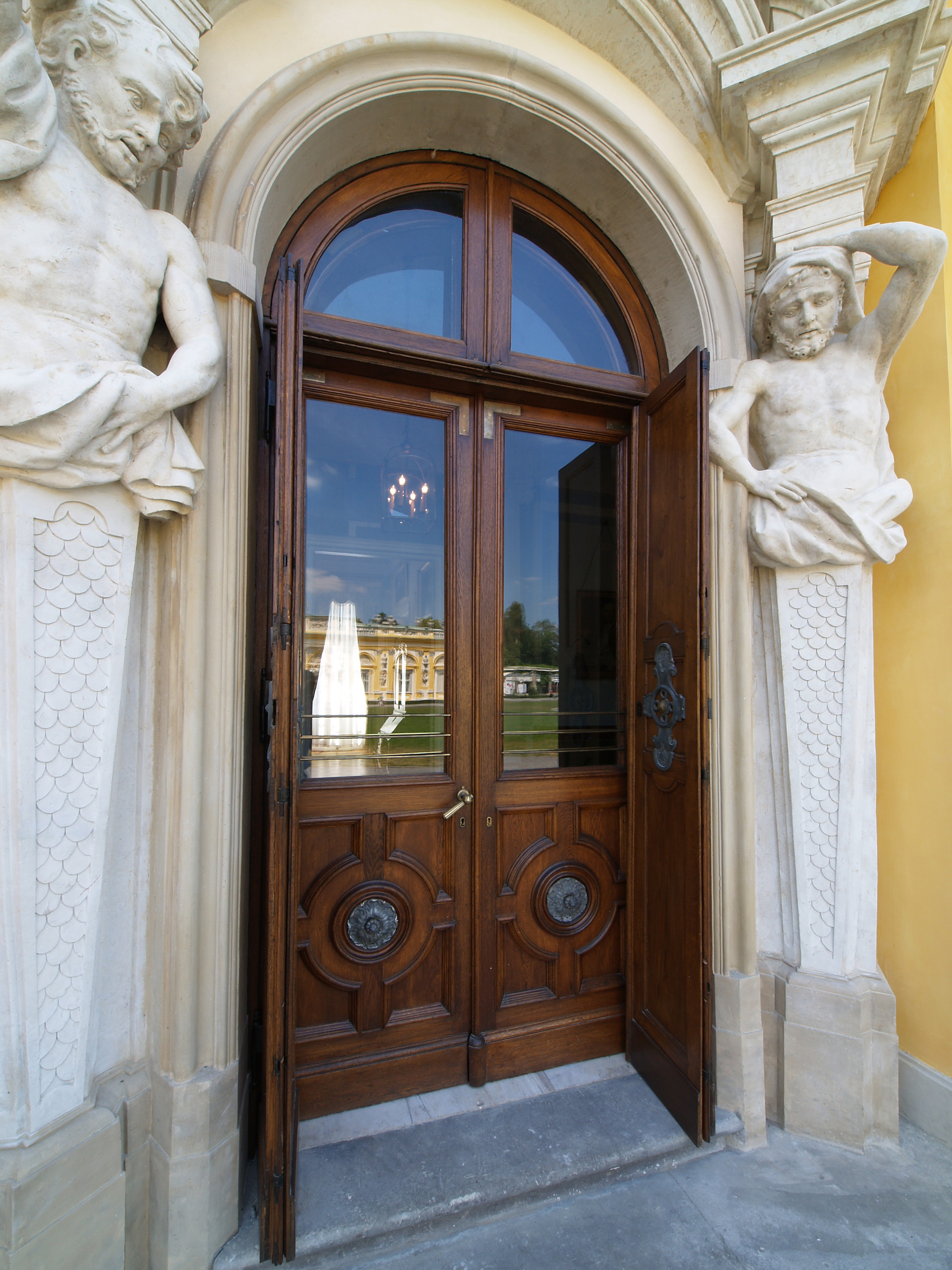
Detalhe da ala Sul
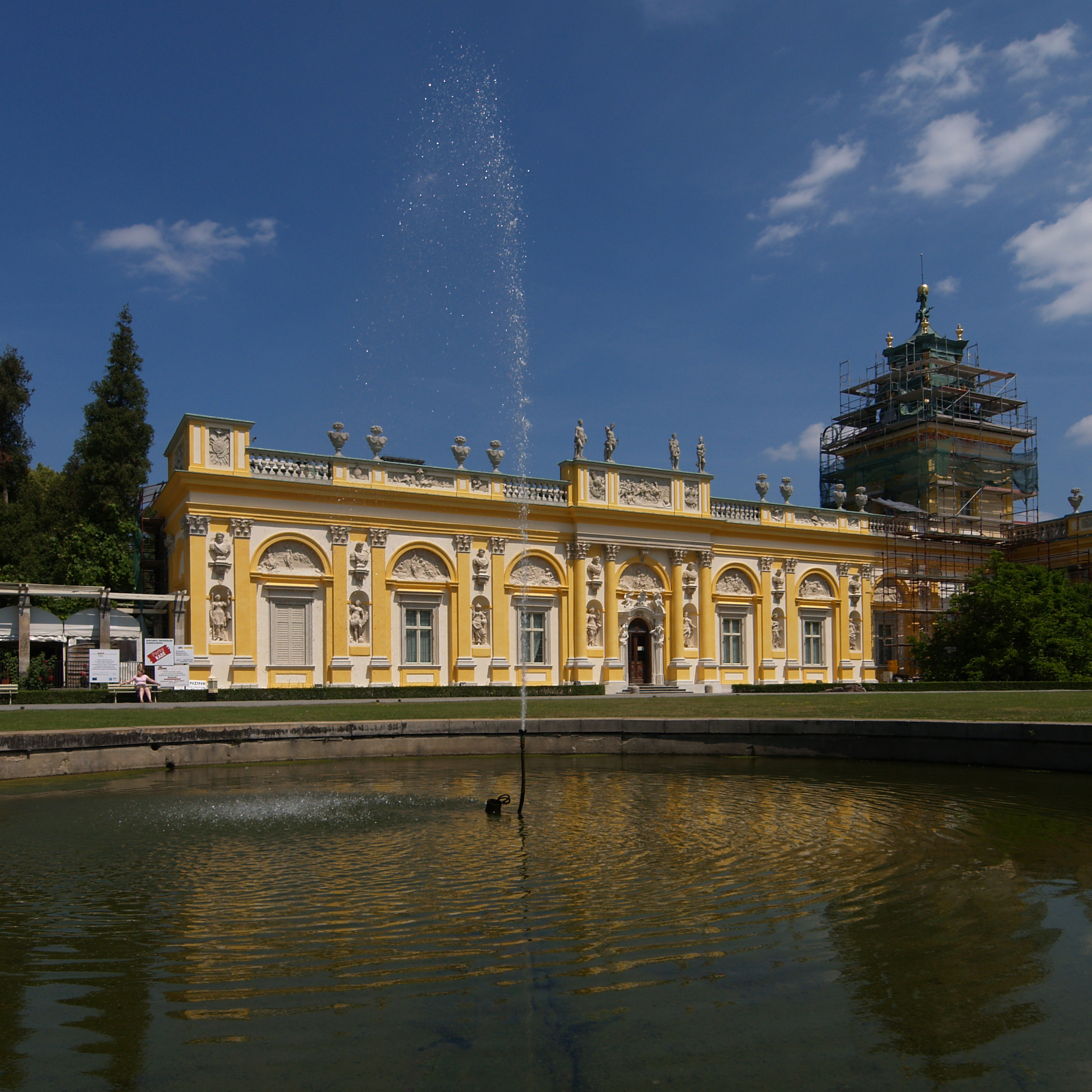
Fonte e ala Norte
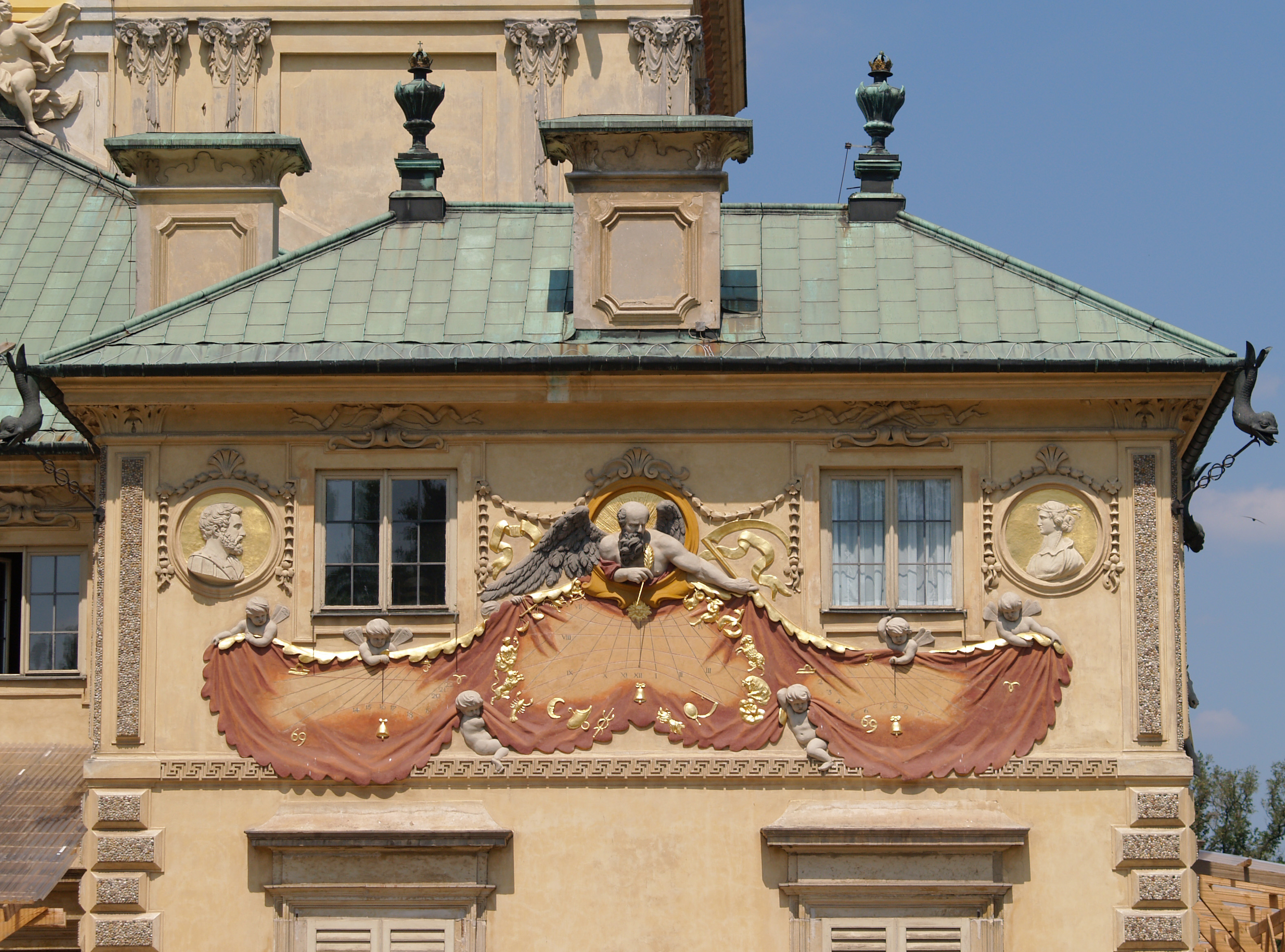
Relógio de Sol no lado do parque
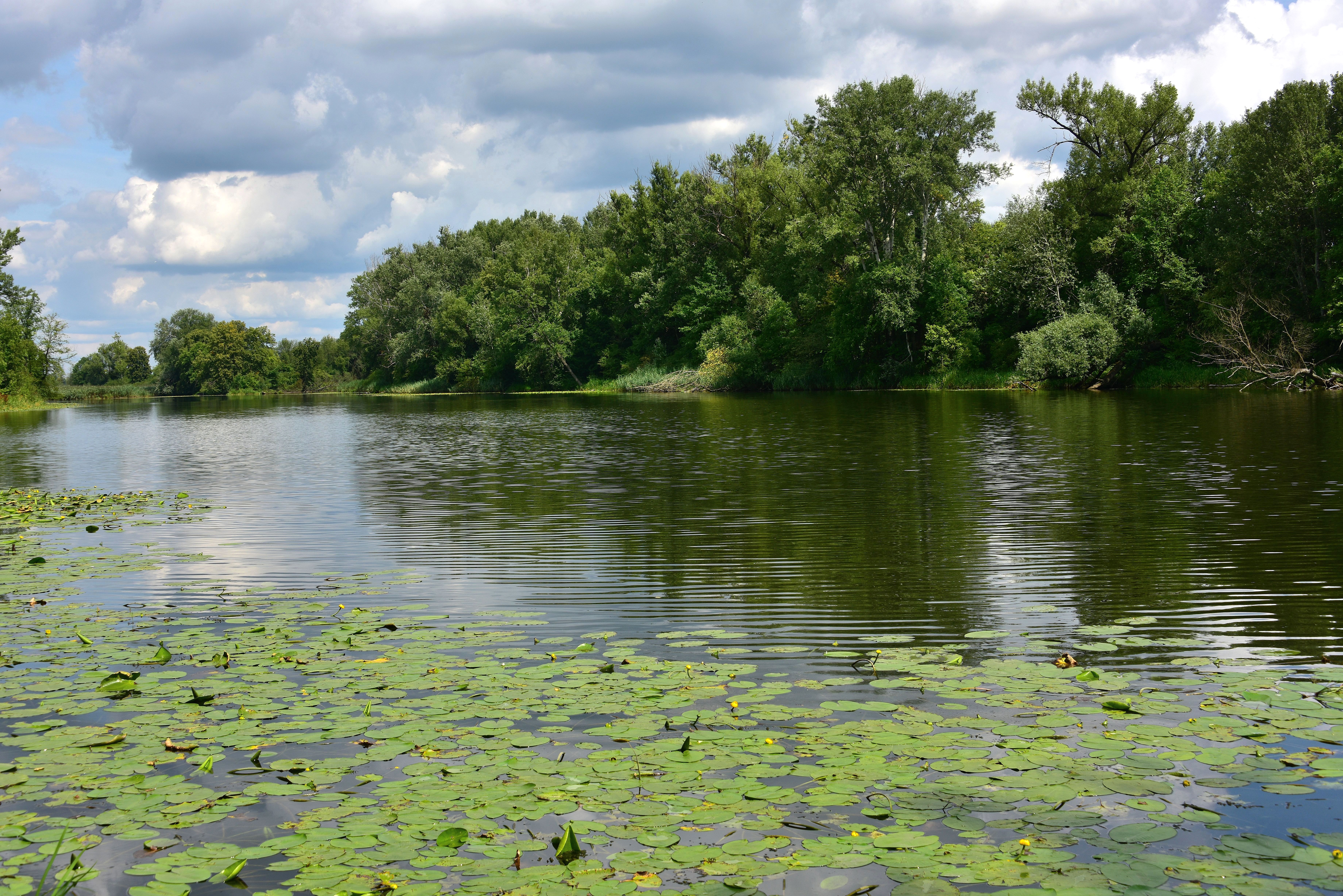
Parque, lado Este
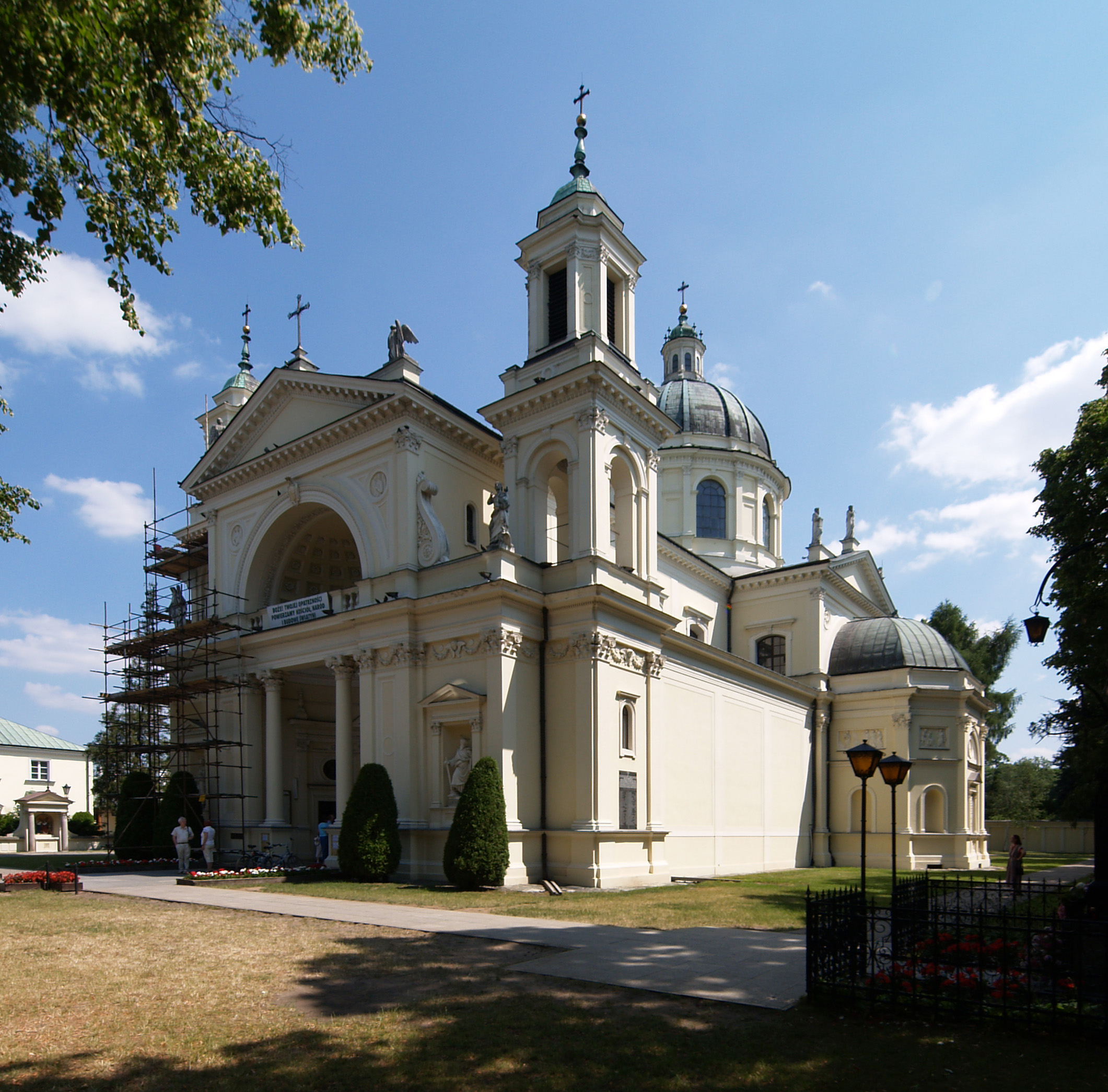
Igreja de Santa Ana
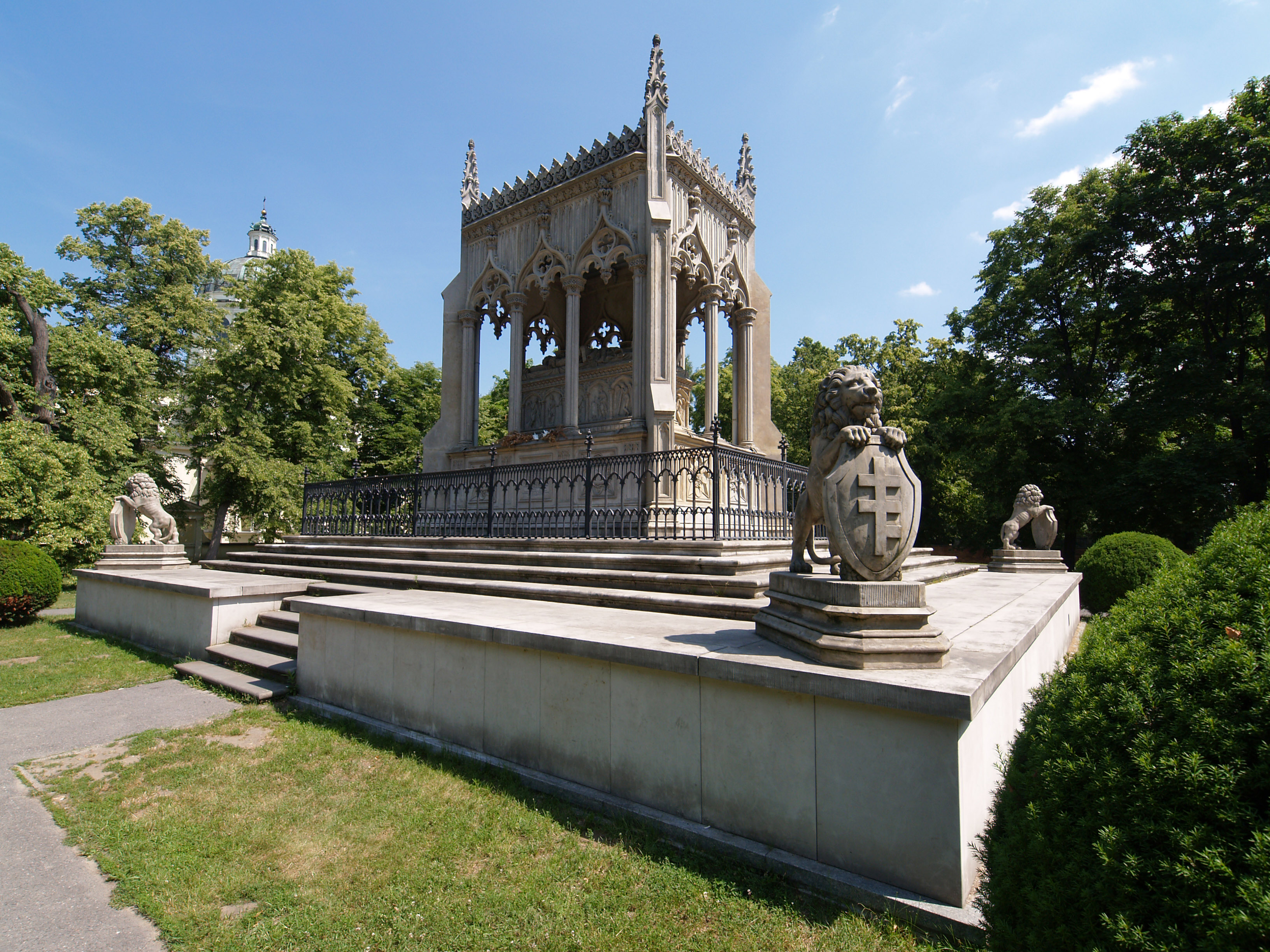
Mausoléu de Stanisław Kostka Potocki

## Ligação externa
- Palácio Museu Wilanów